# Zell im Fichtelgebirge
Zell im Fichtelgebirge è un comune tedesco di 2 272 abitanti, situato nel land della Baviera.